# Histoire d'une fille de ferme
Histoire d’une fille de ferme est une nouvelle de Guy de Maupassant parue en 1881.

## Historique
Histoire d’une fille de ferme est d'abord publiée dans la Revue Politique et littéraire, surnommée la Revue Bleue, du 26 mars 1881, et figure dans le recueil La Maison Tellier.
La nouvelle raconte sur un ton pessimiste les déboires sentimentaux d’une fille de ferme à la fin du XIXe siècle.

## Résumé
Rose est une jeune fille qui travaille à la ferme de Maître Vallin. L’atmosphère étouffante du printemps l’amène à se reposer sur une botte de paille. Elle rencontre Jacques, un garçon de ferme, et entretient une relation avec lui. Jacques lui promet de l'épouser. Rapidement, Rose tombe enceinte, mais quand elle lui rappelle sa promesse, il prend la fuite.
Rose accouche d’un garçon qu’elle confie à des voisins de sa mère. Elle se met à travailler dur pour oublier son malheur et son fils qu’elle cache aux yeux de maître Vallin. Ce dernier, au lieu d’augmenter ses gages, l’oblige à l'épouser. Proposition qu’elle accepte malgré elle, honteuse d'être fille-mère.
Les années passent, paisiblement, mais le maître insiste pour avoir un enfant, ils écoutent maints conseils et méthodes pour en avoir, mais rien ne marche. La tristesse de Maître Vallin se transforme un soir en colère, il devient violent, Rose lui avoue avoir un fils de six ans. Maître Vallin prend cette nouvelle comme un soulagement, il va adopter cet enfant puisqu'ils ne peuvent pas en avoir.

## Édition française
- Histoire d’une fille de ferme, Maupassant, contes et nouvelles, texte établi et annoté par Louis Forestier, Bibliothèque de la Pléiade, éditions Gallimard, 1974  (ISBN 978 2 07 010805 3).
- Maupassant, Toine et autres contes normands, texte établi et annoté par Anne Princen, éditions Flammarion, 2015  (ISBN 978-2-0813-5315-2)
- Maupassant, La Maison Tellier, édition de Louis Forestier, Éditions Gallimard, 1995.  (ISBN 978-2-07-039401-2)